# 宋令东
宋令东（1990年8月—），汉族，山东曹县人，中共党员，学士学位。中国人民解放军航天员大队四级航天员，空军中校军衔，2024年10月执行神舟十九号任务，目前在太空。宋令东是全世界最长单次出舱活动持续时间纪录保持者之一。

## 生平
1990年8月，宋令東出生在山東菏澤，父母是普通農民。宋令东小时候生活艰辛，曾幫爸爸收過廢品，幫媽媽賣過凉皮。宋令东上学时曾听到一位同学讲述乘坐飞机的经历，表示“自己将来不想坐飞机，而要开飞机”。高中时他参加了空军的招飞选拔并顺利入选。
2008年9月，宋令东入伍。以優秀成績從空軍航空大學畢業后，他成為所在部队首位「90後」第三代戰機飛行員。宋令东曾驾驶过苏-27战斗机，后改装苏-35战斗机。服役期间，他曾任中国人民解放军空军航空兵某旅飞行中队中队长，被评为空军一级飞行员。
2020年9月，宋令东入选第三批航天员，现为中国人民解放军航天员大队航天驾驶员、四级航天员，空军中校军衔。2023年，他被选入神舟十九号乘组。2024年10月30日，他与蔡旭哲、王浩泽一同升空执行神舟十九号飞行任务。

### 轶事
成为航天员后，為了磨煉心性，宋令東曾特意學習釣魚，从中學會了耐心等待和靜心觀察。

## 执行任务
| 次序   | 任务名称   | 发射时间（UTC+8）        | 着陆时间（UTC+8）    | 运载火箭      | 对接       | 任务时长         | 舱外活动次数 | 舱外活动时长 |
| ------ | ---------- | ------------------------ | -------------------- | ------------- | ---------- | ---------------- | ------------ | ------------ |
| 1      | 神舟十九号 | 2024年10月30日, 04:27:34 | 2025年4月30日，13:08 | 长征二号F遥19 | 天宫空间站 | 182天8小时又40分 | 3            | 24小时28分钟 |
| 合计： | 合计：     | 合计：                   | 合计：               | 合计：        | 合计：     | 182天8小时又40分 | 3            | 24小时28分钟 |